# عبدالحميد مينوتشهر
عبد الحميد مينوتشهر (بالفارسية: عبد الحميد مینوچهر) (16 يونيو 1962 - 13 يونيو 2025)  كان فيزيائيًا نوويًا إيرانيًا فقد حياته في طهران إلى جانب زوجته مريم حجاري دوابسري، خلال الهجمات الإسرائيلية على إيران في يونيو 2025. كان يشغل منصب عميد كلية الهندسة النووية في جامعة الشهيد بهشتي منذ عام 2022.
بعد إتمام دراسته في الهندسة النووية وحصوله على الدكتوراه من جامعة موسكو، انضم إلى هيئة التدريس في جامعة الشهيد بهشتي. كان مجال تخصصه المفاعلات النووية، وشارك أيضًا في المحاكاة النووية وتصميم الوقود النووي المتقدم.
أجرى منوشهر أبحاثًا مكثفة تهدف إلى تعزيز كفاءة وسلامة محطات الطاقة النووية. شغل منصب عميد كلية الهندسة النووية في جامعة الشهيد بهشتي لفترة، كما شغل منصب رئيس تحرير المجلة الإلكترونية "التكنولوجيا النووية والطاقة".
شارك منوشهر بنشاط في المبادرات الوطنية والاستراتيجية المتعلقة بتطوير التكنولوجيا النووية الإيرانية، مُبديًا التزامًا دؤوبًا بتحقيق الاكتفاء الذاتي العلمي والتقني للبلاد في هذا المجال. وتشمل مساهماته المهمة مشاركته الفعّالة في اللجان المتخصصة، وعلاقاته في قطاع الصناعة النووية، وسعيه لتوطين الخبرات التقنية، وهي جميعها خدمات جليلة قدمها.